# Crimewave
Crimewave è un videogioco del 1996 sviluppato e pubblicato da Eidos Interactive per Sega Saturn.

## Modalità di gioco
Crimewave è un videogioco d'azione con veicoli dotato di visuale isometrica con telecamera in rotazione.

## Sviluppo
Lo sviluppatore Jim Blackler ha affermato che il gioco è stato pensato per Sega Saturn poiché in fase di sviluppo la console era più economica rispetto alla PlayStation. Il fallimento di Crimewave ha spinto Blackler a lasciare Eidos per Sony.